# Dassa-Zoumé (ort i Benin)
Dassa-Zoumé är en ort i Benin.   Den ligger i departementet Collines, i den södra delen av landet, 150 km norr om huvudstaden Porto-Novo. Dassa-Zoumé ligger 156 meter över havet och antalet invånare är 21 672.
Terrängen runt Dassa-Zoumé är huvudsakligen platt, men åt sydväst är den kuperad. Dassa-Zoumé är det största samhället i trakten.
I omgivningarna runt Dassa-Zoumé växer huvudsakligen savannskog. Runt Dassa-Zoumé är det ganska tätbefolkat, med 54 invånare per kvadratkilometer.